# Хартлпул Юнайтед
«Ха́ртлпул Юна́йтед» (англ. Hartlepool United Football Club, английское произношение: [ˈhɑːrtlɪpuːl]) — английский профессиональный футбольный клуб из города Хартлпул в графстве Дарем. Основан в 1908 году под названием «Хартлпулз Юнайтед» (англ. Hartlepools United Football Athletic Company) и выступал под таким названием до 1968 года. С 1968 по 1977 год выступал под названием «Хартлпул». С 1977 года называется «Хартлпул Юнайтед».
Домашние матчи проводит на стадионе «Виктория Парк». Цвета клуба — сине-красно-чёрные.
Выступает в Национальной лиге, пятом по значимости дивизионе в системе футбольных лиг Англии.

## История
История клуба «Хартлпул Юнайтед» насчитывает более 100 лет.

### Двадцатый век

#### Образование
В 1905 году команда любителей Вест Хартлпул (West Hartlepool F.C.) выиграла Любительский кубок Англии, в то время второй по важности кубок в стране после Кубка Англии. Отчасти это явилось предпосылкой создания в городе профессиональной футбольной команды в 1908 году, когда регбийная команда западного Хартлпула покинула свой стадион «Виктория граунд». Стадион был приобретён футбольной командой, которая получила название «Хартлпулс Юнайтед Футбол Атлетик Кампани» (Hartlepools United Football Athletic Company) и представляла оба города: Западный Хартлпул и основной город, так называемый Старый Хартлпул.
Новая команда присоединилась к профессиональной Северо-восточной лиге (North-Eastern league) и многие игроки Вест Хартлпул перешли в клуб с профессиональным статусом. Вест Хартлпул продолжал существовать до 1910 года, после чего был расформирован, оставив Харлпулс Юнайтед единственной командой города.

### Присоединение к Футбольной лиге
Харлпулс Юнайтед в ранние годы делал несколько заявок на вступление в Футбольную лигу, но географическое соседство с такими клубами лиги как: Сандерленд, Ньюкасл Юнайтед и Мидлсбро привело к тому, что все заявки были отклонены.
В 1920 году Футбольная лига расширилась до Третьего дивизиона. Однако туда попали практически только клубы, расположенные на юге страны, так как новый дивизион был образован поглощением высшего дивизиона Южной лиги, а клуб Гримсби Таун был единственным представителем севера страны. Эта несправедливость была устранена в следующем году, когда был создан Третий дивизион Север, а Хартлпулс стал одним из основателей дивизиона.